# لويس أندريس موريرا
لويس أندريس موريرا هو لاعب كرة قدم إكوادوري، ولد في 20 يونيو 1996.

## روابط خارجية
- لويس أندريس موريرا على موقع قاعدة بيانات كرة القدم.إي يو (الإنجليزية)
- لويس أندريس موريرا على موقع Soccerway.com (الإنجليزية)